# Kondor D 6
Kondor D 6 – niemiecki eksperymentalny dwupłatowy samolot myśliwski z okresu I wojny światowej, zaprojektowany i zbudowany w niemieckiej wytwórni Kondor Flugzeugwerke w Essen. W celu polepszenia widoczności w przód i do góry płatowiec miał dzielone górne skrzydło, co jednak znacznie pogorszyło aerodynamikę konstrukcji. Z powodu niezadowalających właściwości lotnych maszyna nie weszła do produkcji seryjnej.

## Historia

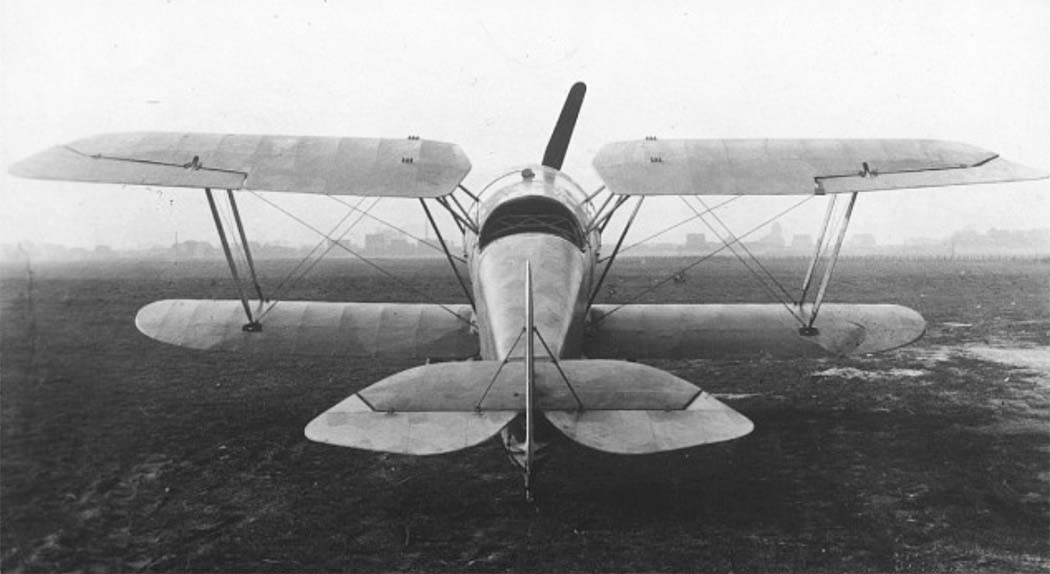
Kondor D 6 od tyłu; widoczne szczegóły konstrukcji skrzydeł.

Kondor D 6 stanowił kolejną konstrukcję inżyniera Waltera Rethela, jaka powstała w zakładach Kondor Flugzeugwerke w Essen po modelach D 1 i D 2. W przeciwieństwie do poprzednich samolotów o konstrukcji drewnianej, kadłub D 6 tworzyła kratownica z rurek stalowych, pokryta płótnem. Rewolucyjnym i niewystępującym w innych konstrukcjach pomysłem było także zastosowanie podziału górnego płata, który składał się z dwóch oddzielnych połówek, oddalonych od siebie o około 0,9 metra, zamocowanych do kadłuba i połączonych z płatem dolnym za pomocą rozchylonych na zewnątrz rozpórek i zastrzałów. Całkowite usunięcie baldachimu miało na celu radykalną poprawę widoczności w przód i do góry. Rozwiązanie to przyniosło jednak duże zaburzenia aerodynamiki płatów, zwiększając zawirowania na ich aż sześciu końcówkach. Do napędu maszyny zastosowano silnik rotacyjny Oberursel Ur.III.
Samolot został oblatany latem 1918 roku, lecz problemy z wytrzymałością konstrukcji i dwukrotnie większymi oporami stawianymi przez górne płaty spowodowały, że prace nad tą ciekawą konstrukcją zostały przerwane. Rozwiązanie problemu widoczności z kabiny dwupłatu lub górnopłatu przyniosło dopiero 10 lat później opracowanie przez inżyniera Zygmunta Puławskiego tzw. „polskiego skrzydła”.

## Opis konstrukcji i dane techniczne
Kondor D 6 był jednosilnikowym, jednoosobowym dwupłatem myśliwskim. Długość samolotu wynosiła 5,8 metra, a rozpiętość skrzydeł 8,25 metra. Powierzchnia nośna wynosiła 13,8 m². Masa pustego płatowca wynosiła 420 kg, zaś masa startowa – 645 kg. Wysokość samolotu wynosiła 2,53 metra. Napęd stanowił chłodzony powietrzem 11-cylindrowy silnik rotacyjny Oberursel Ur.III o mocy 108 kW (145 KM). Prędkość maksymalna samolotu wynosiła 170 km/h, zaś długotrwałość lotu 1,5 godziny.
Uzbrojenie składało się z dwóch stałych zsynchronizowanych karabinów maszynowych LMG 08/15 kalibru 7,92 mm.